# Eugenia alainii
Eugenia alainii är en myrtenväxtart som beskrevs av Attila L. Borhidi. Eugenia alainii ingår i släktet Eugenia och familjen myrtenväxter.
Artens utbredningsområde är Kuba. Inga underarter finns listade i Catalogue of Life.